# 胖頭鱥

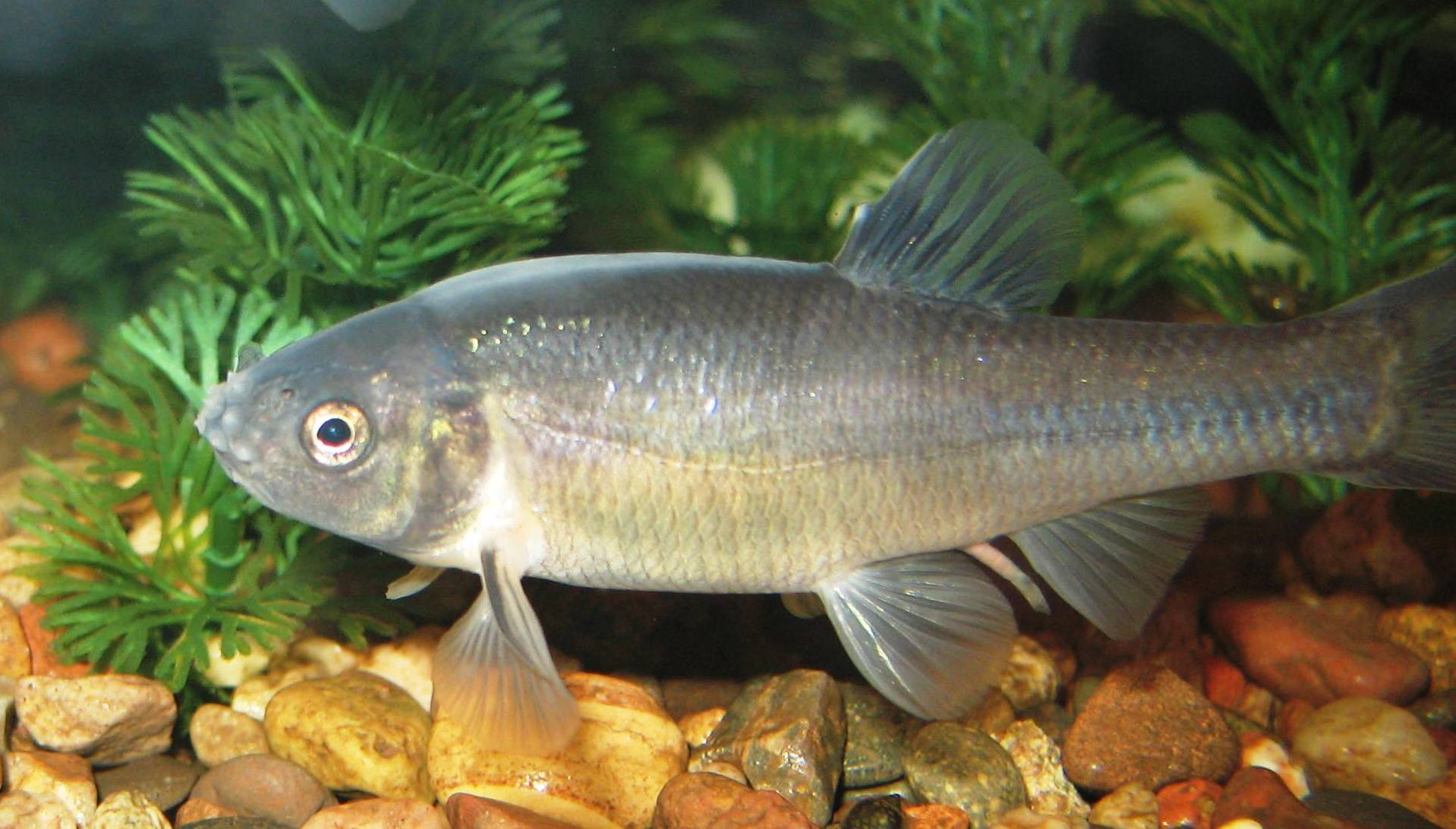
繁殖期的胖頭鱥雄魚，頭部會長出結節和增厚的黏液分泌細胞背墊

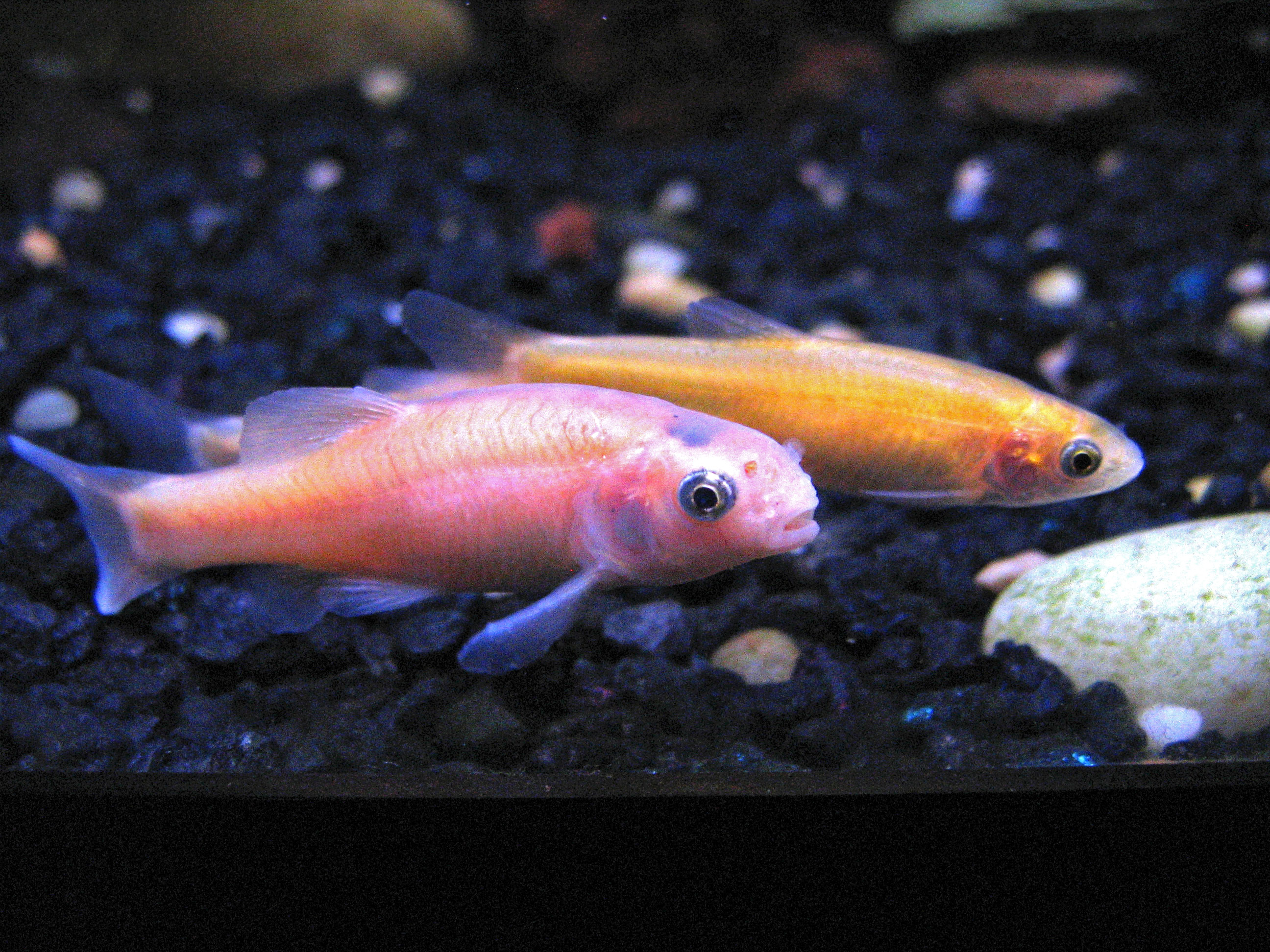
玫瑰紅變異的胖頭鱥

胖頭鱥（学名：Pimephales promelas）是輻鰭魚綱鯉形目雅羅魚科的其中一個種，廣泛分布於北美洲，從加拿大魁北克省至不列顛哥倫比亞省、西北地方，南至美國阿拉巴馬州、德克薩斯州、墨西哥淡水流域，本魚體細長且側扁，頭圓鈍，口近端位，通常呈暗橄欖灰色，背部和側面有一條暗色條紋，腹部顏色較淺，背鰭中部有一個暗色斑點，繁殖期雄魚在頸背上長出一個大的灰色肉質生長物，在鼻子上長出大約16個白色的繁殖結節， 背鰭軟條8枚、臀鰭軟條7枚，體長可達10.1公分，壽命可達5年，棲息在河川、湖泊、溝渠、水塘、沼澤，能忍受混濁、低氧的水域，屬雜食性，以藻類、昆蟲、甲殼類及有機碎屑等為食，單獨或成群活動，繁殖期在6至8月，雄魚會築巢，當雌魚產卵後，雄魚會守護巢穴。本種魚常被當作餌料魚，最近在水族館貿易中有玫瑰紅的變異出現，這種顏色變異於1985年在美國[[阿肯色州的幾個養殖場被發現。該品系的雌雄都有玫瑰金色的身體和鰭，可能表現出野生型的深色斑點，可作為觀賞魚。